# ボンジャック
『ボンジャック』（Bomb Jack）とは、テーカンが1984年3月に発売した業務用ビデオゲーム。ジャックが敵の攻撃を避けながら、ステージに仕掛けられた爆弾をすべて回収することが目的のアクションゲームである。

## 概要
主人公のジャックを操作し、フィールドに配置された爆弾を回収していく固定画面式のアクションゲームである。背景にはピラミッドやスフィンクス、アクロポリスなどの美しい景色が表示される。
アーケード版のBGMには「リンゴの森の子猫たち」（1983年）や「レディ・マドンナ」（1968年）が使用されている。後にリリースされた移植作品の多くでは後述の通り版権上の都合で曲が差し替えられている。
続編としてファミリーコンピュータ用ソフト『マイティボンジャック』（1986年）が発売された他、欧州のみでホビーパソコン用ソフト『Bomb Jack II』（1986年）が発売、NMKからアーケードゲーム『ボンジャックツイン』（1993年）が発売されている（販売はテクモ）。

## システム
爆弾や地面の配置は各ラウンドごとに異なる。フィールド上の爆弾をすべて回収、もしくはスペシャルコイン(アイテムの項目を参照)を取得するとラウンドクリア。フィールド上にいる敵キャラクターに触れるとミスとなり、ジャックの残機が無くなるとゲームオーバーとなる。

### 爆弾
爆弾は各ラウンドごとに24個配置されており、ジャックが触れることで回収できる。最初はすべて点火前の状態だが、ひとつでも爆弾を回収するとフィールド内のいずれかひとつの爆弾が常に点火状態となる。
ラウンドごとに爆弾の配置、および最初に取得した爆弾の次に点火する爆弾の位置と順番が複雑に決められており、一つ目または点火している爆弾を回収した場合、その次の順番となる爆弾が点火する。爆弾は一つ回収すると100点を得られるが、点火している爆弾は通常の二倍である200点が得られる。基本的に、連なって配置された爆弾は点火順もある程度連続しているため、点火している爆弾をいかに素早く連続して回収するかが安定したクリアと高得点の鍵となる。
ラウンド中に20個以上の点火した爆弾を取得していればラウンドクリア時にスペシャルボーナスが得られる（最大の23個で50,000点）。
なお、点火していない爆弾ばかりを回収してもラウンドクリア自体は問題なく可能である。

### アイテム
ラウンドに条件を満たすとジャックに有利な展開となるアイテムが現れ、獲得することで様々な効果が得られる。
「P」パワーボール
導火線のついていない爆弾を1ポイント、導火線をついた爆弾を2ポイントとして20ポイントに達すると出現する。ポイントはミスをするとリセットされる。（ポイントの獲得状況は倍率表示の横のバーで表している。）「P」を取得すると一定時間全ての敵を「ボーナスコイン」に変える。パワーボールの色はジャンプの回数で変化し、取得時得点が100点から2,000点まで変化する。(何点になるかは、画面上部の倍率表示の色でわかる。)
このアイテムが画面中にある間はBGMが止まり、専用の効果音が流れる。

コイン類
「B」「E」「S」のコインは5,000点ごとに出現し、1面で「B」を4個取り倍率が5倍まで上がると出現しなくなるので注意。画面上部の特定の場所から出現して左右に移動しながら下のフロアに落ちて行くが、最下段のフロアの端に付いてから一定時間が経過すると消滅してしまう。
「B」ボーナスコイン
そのラウンド中で獲得するすべての点数の倍率が1倍ずつ上昇する。1ラウンドで最大4個まで取得でき、倍率は5倍まで上がる。(その面の倍率は画面上部にx1と表示されている。)
「E」エキストラコイン
ジャックが1人増える。
「S」スペシャルコイン
取得時に特別デモが表示されクレジットが1増えその面はクリア扱いになる、あるいはゲームオーバー後にもう一度プレイできる。

## キャラクター

### ジャック
本作の主人公であり、マントをまとったスーパーヒーロー。操作にはレバーとひとつのボタンを用いる。
- レバーの左右
ジャックが移動する。
- ジャンプボタン
フロア上で押すとジャンプして、ジャンプ中に再度ボタンを押すと上昇を止め落下する。　落下中にボタンを連打すると降下スピードがゆっくりになる。
- 操作レバーを上げながらジャンプボタン
ウルトラハイジャンプ
- ジャンプ中に操作レバーの下
早く降りる

地面から天井まで跳べるジャンプ力を有しており、滞空中も落下の制御が可能ができるなど操作に独特の浮遊感があるのが特徴。

### 敵キャラクター
鳥:常にジャックを縦軸か横軸に合わせて追いかけてくる。
ミイラ:画面上部の決まった場所から発生し、フロアを左右に一往復してから下に落ちる。一番下のフロアに落ちると別の敵に変化する。
変化後の敵
サッカーボール型:壁に当たるたびに常に45度の角度に曲がりながらジャックを追いかけてくる。
鉄球型:高さをジャックに合わせながら、左右に往復してジャックを追いかける。
UFO型:壁に当たるたびに一直線にジャックを追いかける、壁に当たるタイミングで追いかける速度は異なる。
仮面型:左右の位置をジャックに合わせながら、上下に往復する。
ジャックの敵キャラクターへの攻撃手段は特定のアイテムのみであり、基本的に敵と敵の間をくぐり抜けて回避していくことになる。

## 移植版
| タイトル                   | 発売日                                      | 対応機種                  | 開発元                        | 発売元                          | メディア                                        | 型式                  | 備考                           |
| -------------------------- | ------------------------------------------- | ------------------------- | ----------------------------- | ------------------------------- | ----------------------------------------------- | --------------------- | ------------------------------ |
| ボンジャック               | 1985年8月                                   | PC-8801                   | ウェルカムキャット            | 日本ソフトバンク                | フロッピーディスク                              | -                     |                                |
| ボンジャック               | 1985年12月下旬                              | SG-1000                   | セガ                          | セガ                            | マイカード                                      | C-61                  | 曲差し替え                     |
| Bomb Jack                  | 1986年                                      | コモドール16 コモドール64 | Elite Systems                 | Elite Systems                   | カセットテープ                                  | -                     |                                |
| Bomb Jack                  | 1986年                                      | Amstrad CPC ZX Spectrum   | Elite Systems                 | Elite Systems                   | フロッピーディスク                              | -                     |                                |
| Bomb Jack                  | 1988年                                      | Amiga Atari ST            | Elite Systems                 | Elite Systems                   | フロッピーディスク                              | -                     |                                |
| Bomb Jack                  | 1992年                                      | ゲームボーイ              | Bit Managers New Frontier     | インフォグラム                  | ロムカセット                                    | -                     |                                |
| ボンジャック               | 1997年                                      | Windows 95 Windows NT 4.0 | テクモ                        | マインドウェア                  | CD-ROM                                          | -                     | アーケード版の移植             |
| テクモヒットパレード       | 2004年11月25日                              | PlayStation 2             | テクモ                        | テクモ                          | CD-ROM                                          | SLPS-20401            | アーケード版の移植。曲差し替え |
| テクモクラシックアーケード | 2005年9月14日 2005年10月21日 2005年10月27日 | Xbox                      | テクモ                        | テクモ Microsoft Studios テクモ | DVD-ROM                                         | C6E-0001              | アーケード版の移植。曲差し替え |
| ボンジャック               | 2009年8月18日                               | Wii                       |                               | コーエーテクモ                  | ダウンロード （バーチャルコンソールアーケード） | -                     | アーケード版の移植。曲差し替え |
| ボンジャック               | 2014年6月19日 2015年8月18日                 | PlayStation 4             | ゴッチテクノロジー (移植担当) | ハムスター                      | ダウンロード （アーケードアーカイブス）         | CUSA-00651 CUSA-00975 | アーケード版の移植。曲差し替え |
| ボンジャック               | 2019年1月24日                               | Nintendo Switch           | ゴッチテクノロジー (移植担当) | ハムスター                      | ダウンロード （アーケードアーカイブス）         | -                     | アーケード版の移植。曲差し替え |

国内向けとして、以下の移植版が存在する。PC-88、Windows 95/NT 4.0版を除いて、ライセンス取得上の都合からBGMが変更または削除されている。
PC-8801版
- BGMがアーケード版と同じ物となっている。

SG-1000版
- ゲーム中のBGMが3曲ともオリジナル曲に差し替え。

Windows 95/Windows NT 4.0版
- BGMがアーケード版と同じ物、古代祐三監修。

PlayStation 2版
- 『テクモヒットパレード』に収録。ゲーム中のBGMが削除され流れない。

Xbox版
- 『テクモクラシックアーケード』に収録。ゲーム中のBGMが『マイティボンジャック』のものに差し替え。ファミリーコンピュータ音源によるものをそのまま使用している。

Wii（バーチャルコンソールアーケード）版
- 1・2曲目のBGMが、『マイティボンジャック』のBGMをアーケード基板と同等の音源でアレンジしたものに差し替え。

PlayStation 4（アーケードアーカイブス）版
- Wii版と同じアレンジBGMを採用。

## 音楽
ゲーム中に流されるBGMは3種類あり、ラウンドごとに異なる。
1曲目はアニメ『スプーンおばさん』（1983年 - 1984年）のエンディングテーマ「リンゴの森の子猫たち」（1983年、作曲：筒美京平）、2曲目はビートルズの「レディ・マドンナ」（1968年、作曲：レノン=マッカートニー）が用いられており、3曲目はゲームのオリジナル曲。以降のラウンドでは、この3曲の繰り返しとなる。なお、インストラクションカードや販促チラシを見ると、無断使用ではなく正式にJASRACの許諾を受けた物という事がわかる。
しかし、後年移植されたものは権利取得上の都合からBGMは多くの機種で変更もしくは削除されている。1986年9月25日発売のテクモのゲームのBGM集『テクモ・ゲーム・ミュージック（28XA-95）』及び、2014年6月7日発売の『テクモ・アーケードゲーム・クロニクル（SRIN-1104）』に版権曲含めて収録されている。

## スタッフ
- ディレクター：鶴田道孝
- プログラマー：石塚路志人
- 音楽、サウンド・デザイン：増子司
- グラフィック、キャラクター・デザイン：石塚りえ
- プロデューサー：上田和敏

## 評価
アーケード版
- ニュースサイト『livedoor ニュース』では、「当時としてはかなり秀麗な背景とグラフィック、独特のアルゴリズム」とグラフィック面とゲーム性を高く評価した他、「コアなゲームファンを魅了しました」と当時の人気の高さを指摘した[17]。

- 情報サイト『ミドルエッジ』では、グラフィックの美麗さと程よい難易度を指摘した上で、「一世を風靡したゲーム」と称賛した[18]。

日本国外パソコン版
- イギリスのゲーム誌『Crash』では、ZX Spectrum版に関して92%の評価を与え、「素晴らしいアーケード移植であり、見逃せない」とコメントした[11]。また、ZX Spetrum版はイギリスの売り上げランキングにおいてコナミの『グリーンベレー』を抜いて2位となった[19]。

- イギリスのゲーム誌『Zzap!64』では、コモドール64版に関してはあまり高く評価せず、47%という結果となった[15]。

- イギリスのゲーム誌『Commodore User』では、Amiga版に関して「4年前のアーケードゲームがより良いパフォーマンスを発揮している」として6点（満10点）を与えた[16]。

## 続編
- 『マイティボンジャック』（1986年） - ファミリーコンピュータ用ソフトとしてテクモより発売。
- 『Bomb Jack II』（1986年） - Amstrad CPC、コモドール16、コモドール64、ZX Spectrum用ソフトとしてElite Systemsより発売。
- 『ボンジャックツイン』（1993年）- アーケードゲームとしてNMKより発売。